# 세노르비
세노르비(Senorbì)는 이탈리아 사르데냐 지방 칼리아리도의 코무네로, 칼리아리에서 북쪽으로 약 35km 떨어져 있다. 전통적으로 곡물 재배에 전념했던 지역인 트레젠타의 주요 중심지이다. 이 마을에는 오치에리 문화부터 누라게 문명, 기원후 14세기까지의 유물이 소장된 고고학 박물관(사 도무 노스타 박물관)이 있다.
세노르비는 다음 코무네들과 경계를 이룬다: 오르타체수스, 산 바실리오, 산탄드레아 프리우스, 셀레가스, 시우르구스 도니갈라, 수에일리.

## 저명한 인물
- 안티오코 피세두 (1936–2025), 로마 가톨릭 주교.